# بیشه (سربیشه)
بیشه یک روستا در ایران است که در دهستان درح شهرستان سربیشه واقع شده‌است. بیشه ۲۲۵ نفر جمعیت دارد.